# 加美東
加美東（かみひがし）は、大阪府大阪市平野区にある町名。現行行政地名は加美東一丁目から加美東七丁目。

## 地理
平野区の北東部に位置し、南は西側に加美鞍作、東側に加美南、西に加美正覚寺、北西に加美北、東に八尾市、北東に東大阪市と接している。

## 歴史

### 沿革
1974年（昭和49年）、大阪市東住吉区加美諏訪山町1 - 5丁目と加美神明町1 - 5丁目・加美細田町1 - 6丁目・加美絹木町1 - 5丁目・加美神武町1 - 3丁目・加美松山町1 - 3丁目の各一部より、平野区加美東1 - 7丁目成立。

## 世帯数と人口
2024年（令和6年）9月30日現在（大阪市発表）の世帯数と人口は以下の通りである。
| 丁目         | 世帯数    | 人口    |
| ------------ | --------- | ------- |
| 加美東一丁目 | 874世帯   | 1,657人 |
| 加美東二丁目 | 298世帯   | 534人   |
| 加美東三丁目 | 923世帯   | 2,007人 |
| 加美東四丁目 | 1,348世帯 | 2,341人 |
| 加美東五丁目 | 762世帯   | 1,498人 |
| 加美東六丁目 | 766世帯   | 1,349人 |
| 加美東七丁目 | 147世帯   | 253人   |
| 計           | 5,118世帯 | 9,639人 |

### 人口の変遷
国勢調査による人口の推移。
| 1995年（平成7年）  | 9,285人 | [ 6 ]  |  |
| 2000年（平成12年） | 9,552人 | [ 7 ]  |  |
| 2005年（平成17年） | 9,739人 | [ 8 ]  |  |
| 2010年（平成22年） | 9,516人 | [ 9 ]  |  |
| 2015年（平成27年） | 9,794人 | [ 10 ] |  |
| 2020年（令和2年）  | 9,844人 | [ 11 ] |  |

### 世帯数の変遷
国勢調査による世帯数の推移。
| 1995年（平成7年）  | 3,617世帯 | [ 6 ]  |  |
| 2000年（平成12年） | 3,946世帯 | [ 7 ]  |  |
| 2005年（平成17年） | 4,155世帯 | [ 8 ]  |  |
| 2010年（平成22年） | 4,323世帯 | [ 9 ]  |  |
| 2015年（平成27年） | 4,557世帯 | [ 10 ] |  |
| 2020年（令和2年）  | 4,827世帯 | [ 11 ] |  |

## 学区
市立小・中学校に通う場合、学区は以下の通りとなる。なお、小学校・中学校入学時に学校選択制度を導入しており、通学区域以外に通学区域に隣接している小学校・平野区内にある中学校から選択することも可能。
| 丁目         | 番      | 小学校               | 中学校               |
| ------------ | ------- | -------------------- | -------------------- |
| 加美東一丁目 | 全域    | 大阪市立加美小学校   | 大阪市立加美中学校   |
| 加美東二丁目 | 全域    | 大阪市立加美小学校   | 大阪市立加美中学校   |
| 加美東三丁目 | 全域    | 大阪市立加美東小学校 | 大阪市立加美南中学校 |
| 加美東四丁目 | 5～22番 | 大阪市立加美東小学校 | 大阪市立加美南中学校 |
| 加美東四丁目 | 1～4番  | 大阪市立加美小学校   | 大阪市立加美中学校   |
| 加美東五丁目 | 全域    | 大阪市立加美東小学校 | 大阪市立加美南中学校 |
| 加美東六丁目 | 全域    | 大阪市立加美東小学校 | 大阪市立加美南中学校 |
| 加美東七丁目 | 全域    | 大阪市立加美東小学校 | 大阪市立加美南中学校 |

## 事業所
2021年（令和3年）現在の経済センサス調査による事業所数と従業員数は以下の通りである。
| 丁目         | 事業所数  | 従業員数 |
| ------------ | --------- | -------- |
| 加美東一丁目 | 113事業所 | 784人    |
| 加美東二丁目 | 67事業所  | 985人    |
| 加美東三丁目 | 53事業所  | 382人    |
| 加美東四丁目 | 131事業所 | 954人    |
| 加美東五丁目 | 51事業所  | 338人    |
| 加美東六丁目 | 64事業所  | 1,551人  |
| 加美東七丁目 | 21事業所  | 345人    |
| 計           | 500事業所 | 5,339人  |

## 交通

### 鉄道
- 西日本旅客鉄道
  - 関西本線、おおさか東線 新加美駅、加美駅

### バス
2020年4月現在
- 大阪シティバス
  - 19号系統：加美小学校前 - 加美東一丁目 - 加美東三丁目 - 加美三丁目北

### 道路
- 大阪府道5号大阪港八尾線

## 施設
- 大阪市立加美東小学校
- 平野加美東郵便局[15]
- 加美神明公園
- 加美東北公園
- 加美東公園
- 平野加美グリーンマンション

## 史跡
- 加美遺跡

## その他

### 日本郵便
- 〒547-0002[3]（集配局：平野郵便局[16]）